# Barquisimeto
Barquisimeto (il cui nome completo è Nueva Segovia de Barquisimeto) è la capitale dello stato venezuelano di Lara. Al censimento del 2011 aveva una popolazione di 1.200.000 abitanti.
Fondata nel 1552 dallo spagnolo Juan de Villegas, venne quasi interamente distrutta dall'avventuriero Lope de Aguirre nel 1561 e ricostruita due anni più tardi. Nel 1812 fu sconvolta da un terremoto che causò gravi danni (fra cui il crollo della cattedrale barocca che la città possedeva). Barquisimeto è la quarta città più popolosa del Venezuela.

## Geografia fisica

### Territorio
Conosciuta come la città dei tramonti per i suoi splendidi tramonti, stando alla Gazzetta Global è la quarta città più popolosa del Venezuela. È anche conosciuta come la capitale musicale del Venezuela per la sua tradizione musicale globale.
È situato sulla terrazza con lo stesso nome, sulle rive del fiume Turbio. Gli aborigeni chiamavano il corso d'acqua "Variquicimeto", che significa "cenere". Un'altra possibile origine del nome è un colorante rosso chiamato bariquí, che gli aborigeni utilizzavano per le loro cerimonie.
Barquisimeto è situata nella parte centro-occidentale del Venezuela (363 km da Caracas, la capitale).
Barquisimeto è caratterizzata anche dal suo ordine urbanistico, grazie alla posizione pianeggiante della città, il che ha facilitato la ripartizione della superficie urbana in rete e con le strade numerate in ordine sequenziale crescente, fattori che aiutano i cittadini a orientarsi facilmente. Il suo clima è gradevole durante i mesi da dicembre a febbraio, i mesi più caldi sono da marzo a maggio, quando le temperature sono soffocanti.

### Clima
La città di Barquisimeto registra 650 millimetri di pioggia all'anno e la temperatura media varia tra i 19 e i 28 °C (media annuale di temperatura massima: 30 °C, minima: 19 °C)
Il record di temperatura massima è di 39 °C nel 1998 e il record della sua temperatura minima è di 7 °C nel 1980. Nel luglio 1983 ha registrato la temperatura minima di 9 °C, 10 °C l'8 agosto 1992, 11 °C l'8 luglio 1991, 12 °C il 4 aprile 1997 e 13 °C il 23 novembre 2008.
Terremoti di grandi dimensioni si sono verificati (scala Richter):
- 6,6, l'8 marzo 1950;
- 5,6, il 5 marzo 1975;
- 6,3, il 12 settembre 2009.

## Economia
Dopo una profonda stagnazione degli anni novanta, negli anni duemila c'è stato un aumento enorme di investimenti per la costruzione, industria, commercio e dei servizi, che ha rinvigorito la crescita di questa città, consolidandone la posizione di quarta città del Venezuela. Per questo motivo negli ultimi tre anni sono apparsi i suoi poli di crescita numerosi centri commerciali, alberghi, edifici per uffici, residenze e centri commerciali.
Inoltre, sono localizzati in città più dell'80% dei centri di produzione dello Stato, con un forte orientamento verso la produzione alimentare e la produzione di getti in metallo e meccanica.

## Monumenti e luoghi d'Interesse
- Cattedrale di Nostra Signora del Carmine, detta anche "Cattedrale della Divina Pastora", sede dell'arcidiocesi di Barquisimeto.

## Società

### Tradizioni e folclore
Ogni 14 gennaio la città è sede di un'importante processione religiosa in onore della Divina Pastora.

## Sport
La città è sede di diversi importanti squadre di calcio e di baseball. Diversi altri sport hanno la loro casa a Barquisimeto.
Cardenales de Lara: È una squadra di baseball della Venezuela Professional Baseball League. Fondata nel 1942 e con sede a Barquisimeto, i "cardinali" hanno vinto quattro titoli nazionali, più recentemente, nel 2001, è ospitato nello stadio Don Antonio Herrera Gutiérrez, con una capacità di 20 450 spettatori.
Guaros de Lara: è una squadra di basket della Venezuela Professional Basketball League. Fondata nel 1983 sotto il nome di Bravos de Portuguesa, con posti a sedere nelle città di Acarigua e Araure. Nel 1992 il team si trasferisce a Barquisimeto, Lara, nel 1995 ha adottato il nome di Bravos de Lara poi, dal 2005, la sua denominazione attuale, Guaros de Lara.
Altre squadre: 
Calcio: Club Deportivo Lara e Lara FC